# Maria Bertoletti Toldini
Maria Bertoletti Toldini (surnommée « Toldina ») est une femme italienne née en 1656 à Pilcante, une frazione de la commune de Ala, et morte à Brentonico en 1716, condamnée et exécutée pour sorcellerie.

## Biographie
Sa date de naissance exacte n'est pas connue, mais on estime qu'elle avait autour de 60 ans lors de sa mort. Maria Bertoletti Toldini a vécu en Italie, à Brentonico (Alpes italiennes). Veuve et remariée avec Andrea Toldini, sacristain de l'église San Martino, elle n’a pas eu d’enfants
En août 1715, elle est accusée et jugée coupable par un tribunal laïc de divers crimes allant du meurtre d’enfant au blasphème, à l'hérésie et au saccage de vignes, depuis l'âge de 13 ans. Elle a même été accusée d'avoir jeté un enfant de 5 ans dans du fromage bouillant. Elle est défendue par un avocat qui, faute de preuves matérielles, veut prouver son innocence en attestant que les délits pouvaient avoir des causes naturelles. Jugée par un tribunal séculaire (et non religieux), elle confessa ses crimes sous la torture.
L'historien Carlo Andrea Postinger s'est penché sur son cas en étudiant des documents de l'époque. S'il n'est pas possible de retrouver la personne à l'origine des accusations, il estime qu'elle a probablement été visée par des membres de sa famille pour une question d'héritage.
Toujours d'après Postinger, c'est l'une des dernières femmes de la région à être condamnée et exécutée. L’exécution, qui eut lieu le 14 mars 1716, fut particulièrement cruelle : Maria Bertoletti a d'abord été décapitée, puis son corps fut jeté au bûcher à l'endroit où se trouve le parc public de Brentonico. 

## Réouverture de son procès
En 2015, la ville de Brentonico a décidé de rouvrir le procès de Maria Bertoletti Toldini. Quinto Canali, conseiller culturel de la ville, est à l'origine de la réouverture de ce procès trois siècles plus tard, après avoir assisté à une reconstitution théâtrale de cette affaire afin d'attirer les touristes. Le maire de Brentonico, Christian Perenzoni,, a également soutenu la démarche, qualifiant les procès de sorcellerie d'« injustice historique contre les femmes » et le procès s'est rouvert en mars 2016. 
Cette réouverture témoigne d'une prise de conscience des accusations portées à tort sur de nombreuses femmes parce qu'elles étaient seules, veuves, ou sans enfants. En Europe, les estimations concernant le nombre de femmes tuées pour sorcellerie entre la fin du XVe siècle et le début du XVIIIe varient entre 50 000 et 80 000 personnes.